# Aaron Tshibola
Aaron Tshibola (Newham, Inglaterra, 2 de enero de 1995) es un futbolista de República Democrática del Congo que juega en la posición de centrocampista para el Levadiakos F. C. de la Superliga de Grecia.

## Selección nacional
A nivel de selecciones nacionales representó a Inglaterra en la categoría sub-18 donde entró en el segundo tiempo en la derrota por 0-1 ante Bélgica el 5 de marzo de 2013.
Debido a su descendencia podía representar a República Democrática del Congo, selección que lo convocó para un partido amistoso ante Kenia el 26 de marzo de 2017, pero no jugó. Debuta el 27 de marzo de 2018 donde jugó en el primer tiempo en un partido amistoso ante Tanzania.

## Clubes
| Club                                | País       | Año       |
| ----------------------------------- | ---------- | --------- |
| Reading F. C.                       | Inglaterra | 2013-2016 |
| → Hartlepool United F. C. (cedido)  | Inglaterra | 2015      |
| Aston Villa F. C.                   | Inglaterra | 2016-2019 |
| → Nottingham Forest F. C. (cedido)  | Inglaterra | 2017      |
| → Milton Keynes Dons F. C. (cedido) | Inglaterra | 2017      |
| → Kilmarnock F. C. (cedido)         | Escocia    | 2018-2019 |
| Waasland-Beveren                    | Bélgica    | 2019-2020 |
| Desportivo Aves                     | Portugal   | 2020      |
| Kilmarnock F. C.                    | Escocia    | 2020-2021 |
| Gençlerbirliği S. K.                | Turquía    | 2021-2022 |
| AEL Limassol F. C.                  | Chipre     | 2022-2023 |
| Hatta Club                          | EAU        | 2023-2024 |
| Lamia F. C.                         | Grecia     | 2025      |
| Levadiakos F. C.                    | Grecia     | 2025-     |